# Żądza krwi
Żądza krwi (ang. Wire in the Blood) – brytyjski miniserial z gatunku kryminalnego thrillera, stworzony na podstawie powieści szkockiej pisarki Val McDermid.
Oryginalny tytuł serialu pochodzi z wiersza T.S. Eliota „Four Quartets”.

## Bohaterowie i obsada
Głównymi bohaterami serialu są ekscentryczny doktor Tony Hill (Robson Green) oraz detektyw Carol Jordan (Hermione Norris), którzy wspólnie rozwiązują zagadki mrocznych zbrodni. Hill jest psychologiem klinicznym, który dochodzi do rozwiązania zagadek poprzez wczuwanie się w umysł zabójców. Jego zachowanie sugeruje, że może mieć zespół Aspergera (tzw. autyzm inteligentny).
W serii IV, z powodu zmiany aktorki, zamiast detektyw Jordan pojawiła się inna postać – Alex Fielding (grana przez Simone Lahbib).

## Serie
„Żądza krwi” składa się z 6. serii. Szósta seria została wyemitowana polskiej telewizji publicznej – TVP (lipiec-sierpień 2008). W Wielkiej Brytanii szósta seria miała premierę we wrześniu 2008 roku w telewizji ITV.
Odcinki mają długość 50 min (3 odcinki I serii podzielone na 6 epizodów) i 69 min (8 dalszych odcinków w seriach II i III).
Pierwsza seria była nakręcona w okolicach Newcastle w okresie 22 października 2001 – 14 lutego 2002 i po raz pierwszy wyemitowana w Wielkiej Brytanii między 14 listopada a 19 grudnia 2002. Pierwsze dwa odcinki, „Syreni śpiew” i „Zasłona ciemności”, są ekranizacją powieści McDermid (w języku polskim zatytułowanej „Krwawiąca blizna”), podczas gdy „Ślepa Temida” została napisana specjalnie dla serialu przez Alana Whitinga. Wszystkie te tytuły także pochodzą z poezji Eliota. McDermid wystąpiła w epizodycznej roli dziennikarki w „Syrenim śpiewie”.
Drugą serię brytyjska telewizja pokazała w lutym 2004 r. W tej serii wykorzystano tylko postacie stworzone przez McDermid, ale ona sama współpracowała przy filmie.
Czwarta seria powstawała w 2005 na bazie czwartej książki McDermid z tego ciągu pt. „Torment of Others” w okolicy Newcastle i Northumberland. Miała premierę w 2006 w ITV1 (od 20 września).

## Spis odcinków

### Seria I
| № | Nr | Tytuł                 | Tytuł polski      | Reżyseria      | Scenariusz        | Premiera                                                |
| - | -- | --------------------- | ----------------- | -------------- | ----------------- | ------------------------------------------------------- |
| 1 | 1  | The Mermaids Singing  | Syreni śpiew      | Andrew Grieve  | Patrick Harbinson | 14 listopada 2002 (część 1) 21 listopada 2002 (część 2) |
| 2 | 2  | Shadows Rising        | Zasłona ciemności | Nick Laughland | Alan Whiting      | 28 listopada 2002 (część 1) 5 grudnia 2002 (część 2)    |
| 3 | 3  | Justice Painted Blind | Ślepa Temida      | Roger Gartland | Alan Whiting      | 12 grudnia 2002 (część 1) 19 grudnia 2002 (część 2)     |

### Seria II
| № | Nr | Tytuł            | Reżyseria       | Scenariusz    | Premiera         |
| - | -- | ---------------- | --------------- | ------------- | ---------------- |
| 4 | 1  | Still She Cries  | Andrew Grieve   | Alan Whiting  | 17 grudnia 2003  |
| 5 | 2  | Right to Silence | Nick Laughland  | Alan Whiting  | 21 grudnia 2003  |
| 6 | 3  | Right to Silence | Andrew Grieve   | Jeff Povey    | 28 grudnia 2003  |
| 7 | 4  | Sharp Compassion | Terry McDonough | Niall Leonard | 11 stycznia 2004 |

### Seria III
- Redemption – reż. Terry McDonough
- Bad Seed – reż. Alex Pillai
- Nothing but the Night – reż. Andrew Grieve
- Synchronicity – reż. Terry McDonough

### Seria IV
- Czas zbrodni i tworzenia (Time to Murder and Create) – reż. Andy Goddard
- Torment – reż. Declan O’Dwyer
- Hole in the Heart – reż. A.J. Quinn
- The Wounded Surgeon – reż. Peter Hoar

### Seria V
- The Colour of Amber – reż. Peter Hoar
- Nocebo – reż. Paul Whittington
- The Names of Angels – reż. Richard Standeven
- Anything You Can Do – reż. Peter Hoar

### Odcinek specjalny
| – | Prayer of the Bone | Declan O’Dwyer | Patrick Harbinson | 7 stycznia 2008 |
| Tony Hill jest proszony o potwierdzenie u rzekomego mordercy – Dariusa Grady’ego – syndromu PTSD. Doktor Hill poznaje wszystkie okoliczności zbrodni, kiedy jednak zaczyna interesować się sprawą – ktoś próbuje go zastraszyć. Odcinek różni się od pozostałych obsadą – poza Robsonem Greenem w odcinku nie występuje nikt z regularnej obsady. |                    |                |                   |                 |

### Seria VI
- Unnatural Vices – reż. Peter Hoar
- Falls the Shadow – reż. Richard Curson-Smith
- From the Defeated – reż. Declan O’Dwyer
- The Dead Land – reż. Philip John